# Chủ nghĩa tự do tôn giáo
Chủ nghĩa tự do tôn giáo là một quan niệm về tôn giáo (hoặc về một tôn giáo cụ thể) nhấn mạnh quyền tự do cá nhân và nhóm  và lý tính. Đó là một thái độ đối với tôn giáo của chính mình (trái ngược với việc chỉ trích tôn giáo từ một vị trí thế tục, và trái ngược với chỉ trích một tôn giáo khác thay vì tôn giáo của chính mình) trái ngược với cách tiếp cận theo chủ nghĩa truyền thống hoặc chính thống, và nó bị phản đối trực tiếp bởi các xu hướng chủ nghĩa chính thống tôn giáo. Nó liên quan đến tự do tôn giáo, là sự dung nạp các tín ngưỡng và thực hành tôn giáo khác nhau, nhưng không phải tất cả những người ủng hộ tự do tôn giáo đều ủng hộ chủ nghĩa tự do tôn giáo, và ngược lại.